# Louisa Mariello
Louisa Mariello, née Louisa Jeanvillier le 29 mars 1901 à Macouba (Martinique) et morte le 21 août 1998 dans la même ville, est une institutrice et cultivatrice martiniquaise, et la première femme nommée maire d'une commune française.

## Biographie

### Jeunesse et famille
Louisa Jeanvillier naît en 1901 à Macouba, fille naturelle de Julie Jeanvillier, couturière. Elle est reconnue en 1907 par Louis Georges Mariello, qui lui donne son nom. Son père est un notable de l'île, un temps membre du conseil d'administration du Crédit agricole et qui possède la propriété « Le Guérin ». Succédant à Thénos Dalphrase, son oncle paternel Victor Mariello, a été quelques mois maire de Macouba, de 1901 jusqu'à sa mort en 1902.
Les parents de Louisa Mariello se marient en mai 1920.

### Parcours
Titulaire du certificat d'études primaires, Louisa Mariello devient institutrice à L'Ajoupa-Bouillon et Grand'Rivière, puis directrice d'école à Macouba. D'un tempérament réfléchi et perfectionniste, elle est très engagée en faveur de l'éducation selon les déclarations de sa nièce. En parallèle, elle exerce au Guérin des activités de cultivatrice de bananes et de cacao, aidée par ses sœurs.
Sous le régime de Vichy, la loi du 16 novembre 1940 supprime tous les conseils municipaux en fonction à la Martinique, et celle 20 janvier 1941 décide que les maires seront désormais nommés par le gouverneur de l’île. Selon l'historien Armand Nicolas, « une petite minorité des anciens [maires] sera reprise. Les autres seront choisis parce fidèles du pétainisme, [...] des industriels, des propriétaires terriens, des membres de professions libérales, des commerçants, des officiers de réserve, tous notables aisés. »
Louisa Mariello est nommée maire de Macouba par l'amiral Robert, haut-commissaire de Vichy, à une époque où les femmes n'ont pas encore le droit de vote. Elle devient ainsi la première femme à exercer officiellement ces fonctions,. Sa nomination pourrait s'expliquer par le niveau d'instruction de la jeune femme, Mariello étant alors la seule personne de Macouba titulaire du certificat d'études.
Le mandat de Louisa Mariello prend fin en 1943. La même année, Marie-Rose Bouchemousse devient la première femme nommée maire d'une commune en France métropolitaine, à Vigeois (Corrèze). En 1945, une vingtaine de femmes deviennent pour la première fois maires à l'occasion d' élections municipales. En 1949, Luce Lemaistre devient la première femme élue maire à la Martinique, à la tête de la toute nouvelle commune du Morne-Vert.
Louisa Mariello meurt en 1998 à Macouba, à l'âge de 97 ans.

## Postérité
Une avenue de Macouba porte le nom de Louisa Mariello depuis 2024.